# Labes
|  | Per a altres significats, vegeu «Labes (leptíctid)». |

El Regne de Labes (deformació de l'Abbas perquè era el territori dels Banu Abbas o Banu l-Abbas o Ait Abbas) fou el nom donat pels historiadors europeus medievals a un dels tres estats en què estava dividida la Cabília en començar el segle xvi. Estava format pels territoris de les tribus cabilenques situats a l'est del uadi al-Sahil (Wadi l-Sahil) conegut com a riu Soummam, que ocupa part de la Petita Cabília (almenys una part del massís dels Babors). Se'ls suposa els descendents dels kutama.
La tribu Banu Abbas, quan es van revoltar en la segona meitat del segle xv contra els zwawa (dels quals eren tributaris), van escollir com a cap el marabut Sidi Abd al-Rahman, que havia fundat una zawiya. El fill del marabut, Ahmad, hi va construir una kasba, es va proclamar soldà i va estendre la seva autoritat entre el Hodna i la mar. La seva capital fou la fortalesa de Kalat Bani Abbas. Aquest soldanat fou conegut més tard com a Regne de Labes o Labès. En aquest temps (començaments del segle xvi), el seu xeic estava en relacions amb els espanyols de Bugia.
El seu successor, Abd al-Aziz, fou encara més poderós i va gaudir del suport dels otomans, perquè quan Khayr al-Din Barba-rossa va trencar amb el Regne de Kuko vers 1520, va fer aliança amb el de Labes. Va lluitar al costat dels otomans contra el Regne de Kuko i els va secundar en les expedicions al Marroc i contra Tuggurt i Ouargla. L'aliança amb els turcs es va trencar el 1552. Ocasionalment, va col·laborar amb els espanyols i va acollir captius cristians fugitius, de manera que el 1559 el seu xeic podia disposar d'una tropa important de mosqueters.
El trencament amb els otomans va comportar guerres amb aquestos, que van durar la resta del segle, durant les quals la seva capital Kalat Bani Abbas, que fou assetjada diverses vegades però mai conquerida. Abd al-Aziz va morir defensant la capital i el va succeir el seu fill Amokkran, que també va defensar el seu domini fins al Sàhara, va rebutjar diversos atacs turcs i va morir en lluita contra aquestos el 1600. El va succeir el seu fill Sidi Nasir, que fou un home de religió més que de combat, i va descontentar els Banu Abbas, que el van assassinar. El regne va desaparèixer amb la seva mort per a retornar a l'organització tribal, amb una mena de república municipal que va existir fins al 1857.

## Llista de reis
- Sidi Abd al-Rahman, segona meitat del segle xvi.
- Sidi Ahmad, governava al començament del segle xvi.
- Sidi Abd al-Aziz, vers 1520-1570.
- Sidi Amokkran, vers 1570-1600.
- Sidi Nasir, 1600-vers 1610.

## Nota
1. ↑  Haiedo, Histoire des rois d'Alger